# Arlette Lejeune
Arlette (Claire) Lejeune, née le 15 avril 1910 dans le 17e arrondissement de Paris, ville où elle est morte le 9 février 2006 dans le 5e arrondissement, est une résistante française.

## Biographie
Sœur de Michel Lejeune, de François Lejeune (Jean Effel) et de Gisèle Lejeune, elle entre très tôt dans la Résistance.
Elle rencontre Daniel Gallois, André Philip, puis, en 1942, Jean Cavaillès, dont elle devient la secrétaire puis la fiancée. Exfiltrée en Angleterre en juillet 1943, après deux coups de filet manqués de la Gestapo, elle devient la secrétaire de Maurice Schumann.
Lieutenant, elle regagne la France en 1944.
Après la guerre, elle fonde la Petite École Nouvelle, d'abord située au rez-de-chaussée du 38 rue Chardon Lagache dans le 16e arrondissement. La Petite école déménage bd Exelmans en 1949.
Elle fonde plus tard l'école Jean-Cavaillès, dans la villa Beauregard, rue Brancas à Sèvres.

## Décorations
- Officier de la Légion d'honneur[4], décorée par Jacques Chirac le 5 octobre 2005 aux Invalides.
- Croix de guerre 1939–1945, palme de bronze[5].
- Médaille de la Résistance française (décret du 24 avril 1946)[6].

## Publication
- La petite espérance, 2 vol., 2001.